# Rödön
Pour les articles homonymes, voir Rodon.
Rödön est une paroisse suédoise située dans la commune de Krokom, dans le Comté de Jämtland. Rödön se trouve sur les bords du lac Storsjön à environ 20 km d'Östersund.
Les premières mentions écrites du nom de Rödön remontent à 1300 (« Rødene »). Le pèlerinage de Saint Olaf passe par Rödön. L'étape ultime du pèlerinage est la Cathédrale de Nidaros à Trondheim. 
Jusqu'à 1974, Krokom a été chef-lieu de l'ancienne commune de Rödön.

## Localités
- Krokom
- Dvärsätt
- Hissmofors
- Vejmon
- Hägra
- Rödögården

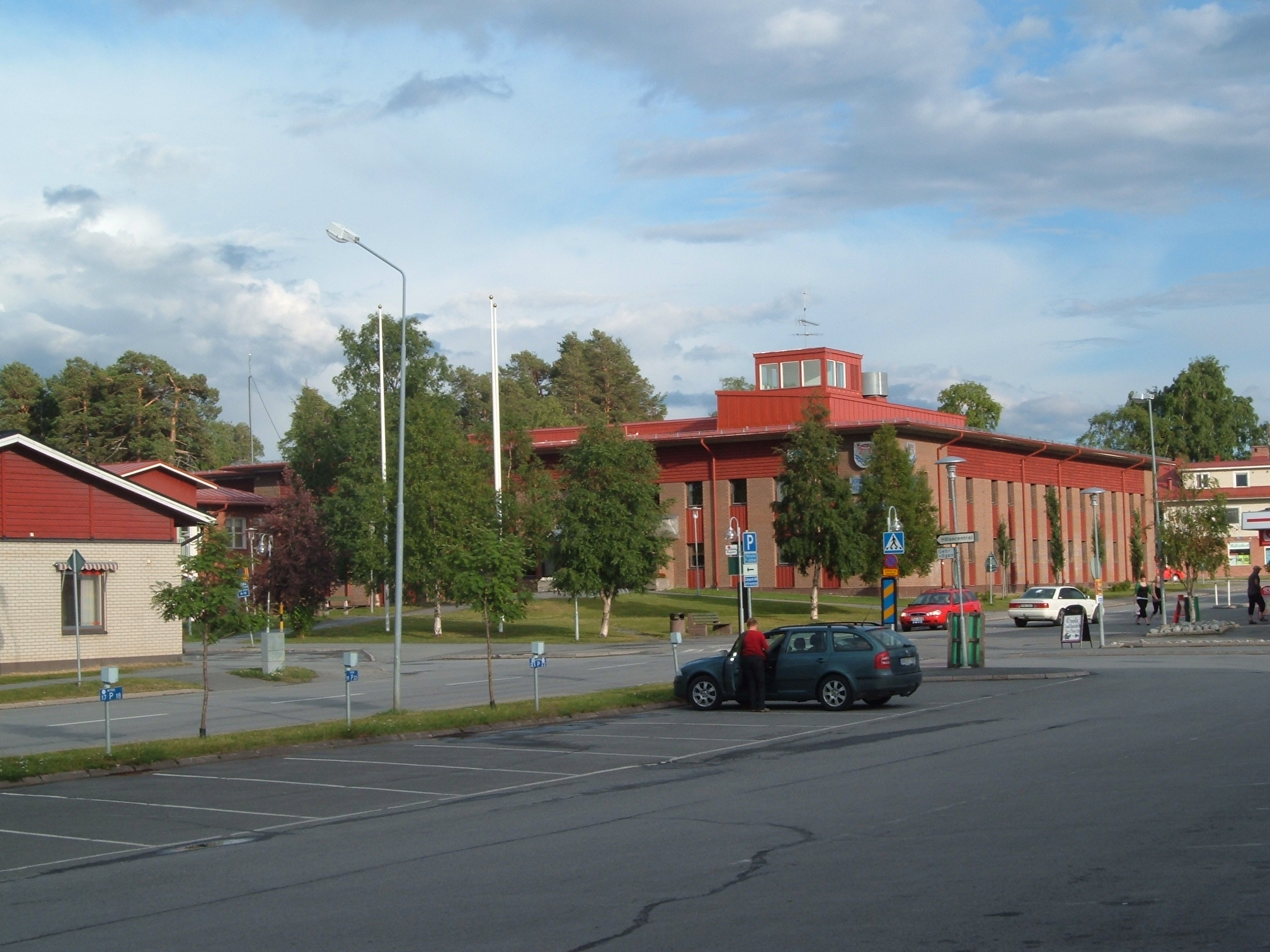
La mairie de Krokom
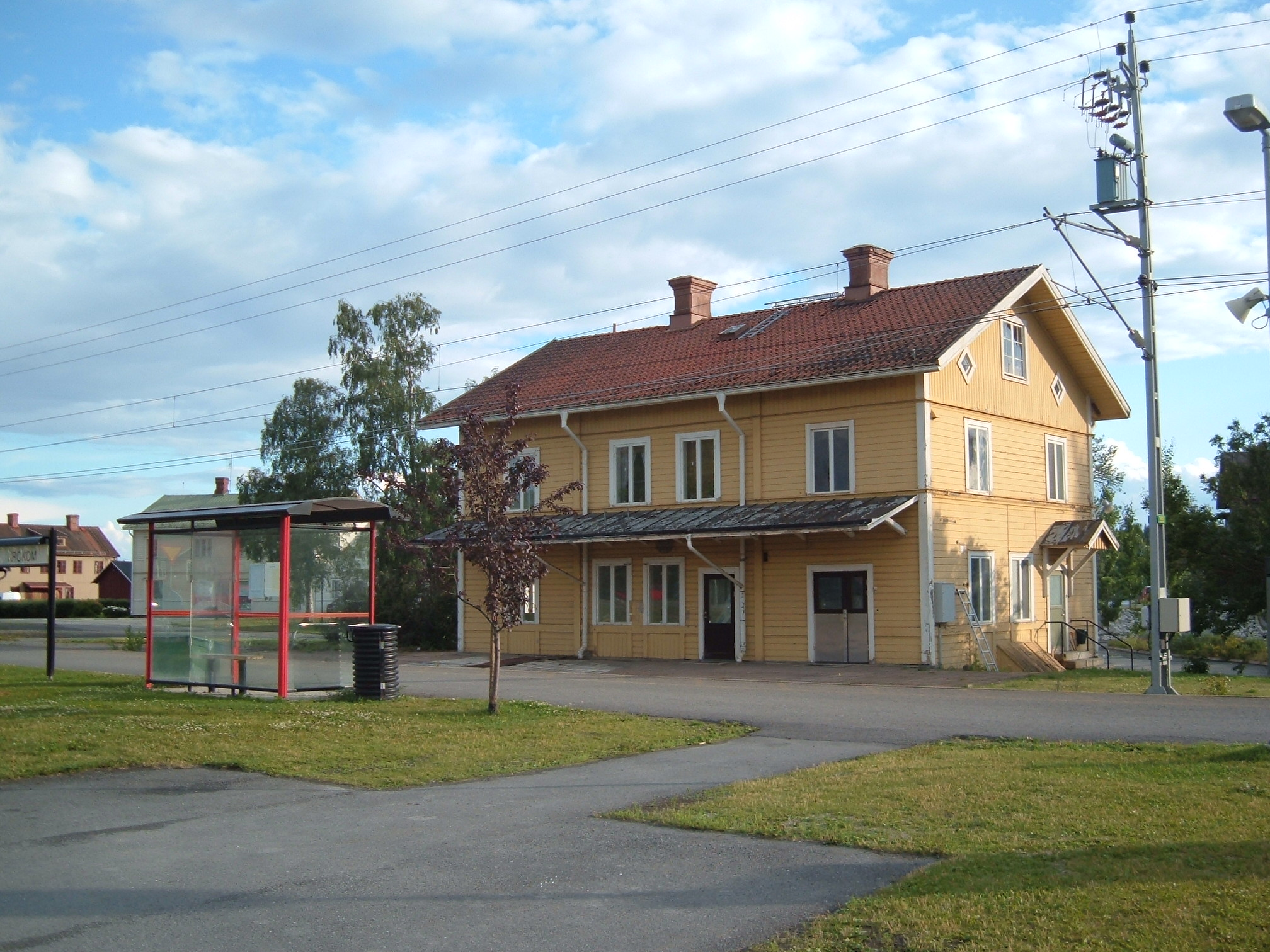
La gare de Krokom
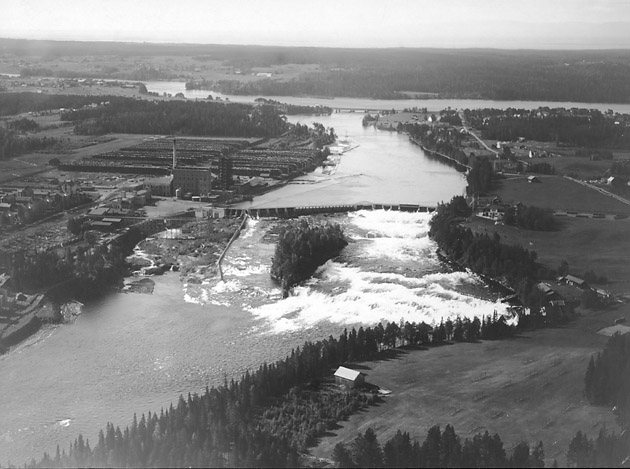
Hissmofors en 1929
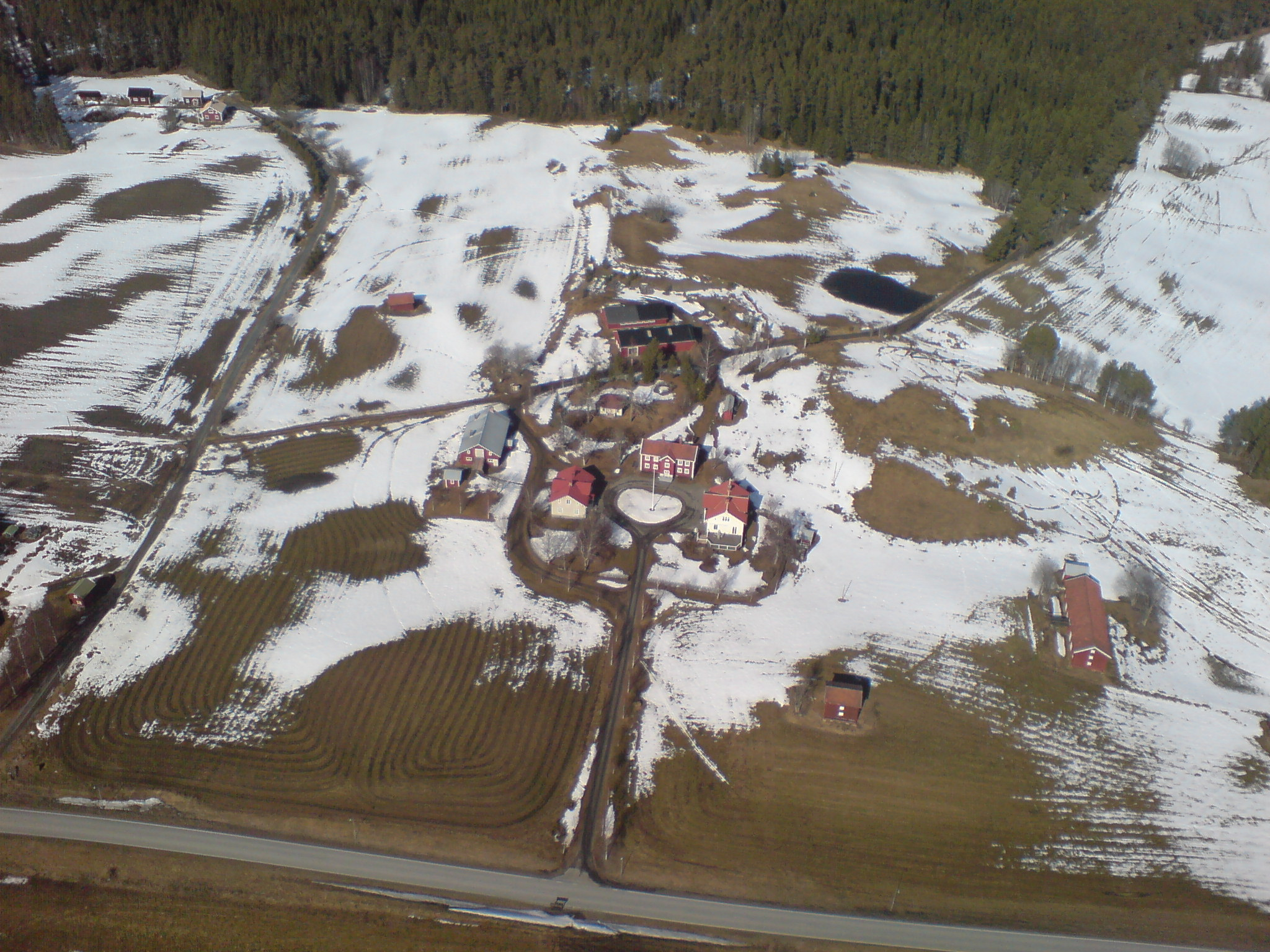
Une ferme à Vejmon